# John Miles
John Miles, britanski dirkač Formule 1, * 12. junij 1943, London, Anglija, Združeno kraljestvo, † 8. april 2018, Norwich, Anglija.
John Miles je upokojeni britanski dirkač Formule 1. Debitiral je v sezoni 1969, ko je nastopil na petih dirkah in ob štirih odstopih je na domači dirki za Veliko nagrado Velike Britanije dosegel deseto mesto. Na prvi dirki naslednje sezone 1970 za Veliko nagrado Južne Afrike je s petim mestom dosegel svojo edini uvrstitev med dobitnike točk. Na prihodnjih osmih dirkah mu to ni več uspelo, pred štartom dirke za Veliko nagrado Italije pa je zaradi spora z vodstvom zapustil moštvo in ni več dirkal v Formuli 1.

## Popolni rezultati Formule 1
(legenda) (odebeljene dirke pomenijo najboljši štartni položaj, poševne pa najhitrejši krog, †-uvrščen kljub odstopu)
| Leto | Moštvo               | Šasija    | Motor       | 1     | 2       | 3       | 4       | 5       | 6     | 7      | 8       | 9       | 10      | 11      | 12  | 13  | Prv | Toč |
| ---- | -------------------- | --------- | ----------- | ----- | ------- | ------- | ------- | ------- | ----- | ------ | ------- | ------- | ------- | ------- | --- | --- | --- | --- |
| 1969 | Gold Leaf Team Lotus | Lotus 63  | Cosworth V8 | JAR   | ŠPA     | MON     | NIZ     | FRA Ret | VB 10 | NEM    | ITA Ret | KAN Ret | ZDA     | MEH Ret |     |     | -   | 0   |
| 1970 | Gold Leaf Team Lotus | Lotus 49C | Cosworth V8 | JAR 5 |         | MON DNQ |         |         |       |        |         |         |         |         |     |     | 19. | 2   |
| 1970 | Gold Leaf Team Lotus | Lotus 72  | Cosworth V8 |       | ŠPA DNQ |         | BEL Ret | NIZ 7   | FRA 8 | VB Ret | NEM Ret |         |         |         |     |     | 19. | 2   |
| 1970 | Gold Leaf Team Lotus | Lotus 72C | Cosworth V8 |       |         |         |         |         |       |        |         | AVT Ret | ITA DNS | KAN     | ZDA | MEH | 19. | 2   |